# Feitos
Feitos ist ein Ort und eine ehemalige Gemeinde (Freguesia) im nordportugiesischen Kreis Barcelos. Die Gemeinde hatte 551 Einwohner (Stand 30. Juni 2011).
Im Zuge der Gebietsreform am 29. September 2013 wurden die Gemeinden Feitos und Vila Cova zur neuen Gemeinde União das Freguesias de Vila Cova e Feitos zusammengefasst.